# 矢野龍太
矢野 龍太（やの りょうた、3月12日 - ）は、日本の男性声優。神奈川県出身。EARLY WING準所属。

## 人物
テレビアニメ『スクライド』がきっかけで声優を目指した。
アミューズメントメディア総合学院声優タレント学科卒業。
趣味・特技はネットサーフィン、ゲーム。

## 出演
太字はメインキャラクター

### テレビアニメ
2013年
- ビビッドレッド・オペレーション（船員D）
- 魔界王子 devils and realist（理事長）
- マギ The kingdom of magic（街の人々）
- リトルバスターズ! 〜Refrain〜（男性D）

2014年
- ウィザード・バリスターズ 弁魔士セシル（安田顕二）
- Wake Up, Girls!（観客）
- オレカバトル（倉田岩鉄）
- 普通の女子校生が【ろこどる】やってみた。

2015年
- アルスラーン戦記（武将）
- ジュエルペット マジカルチェンジ（警備員B、ダンサー、客A、チンピラA）
- 美男高校地球防衛部LOVE!（マッチョ兄さんB）
- ローリング☆ガールズ（部下）
- ワンパンマン（ガスマスクカウボーイ、宇宙飛行士）

2016年
- シュヴァルツェスマーケン（孤児院の院長、西側オペレーター、陸軍士官、将校、エージェント）

2017年
- ACCA13区監察課（ジュモーク支部駐在員）
- 恋愛暴君（手下たち）
- DYNAMIC CHORD（医者）

2018年
- 妖怪ウォッチ シャドウサイド（2018年 - 2019年、タンク）
- 魔法少女 俺（官僚）
- レイトン ミステリー探偵社 〜カトリーのナゾトキファイル〜（黒服リーダー、霊媒師、オーセン）
- 銀魂.（第七師団員B）
- 京都寺町三条のホームズ（田口）
- シュタインズ・ゲート ゼロ（オペレーター）

2019年
- なむあみだ仏っ!-蓮台 UTENA-（おじさん）

2020年
- 新サクラ大戦 the Animation（観衆）
- ハクション大魔王2020（料理長 / シェフ）
- 神様になった日（幹部）

2021年
- 東京リベンジャーズ（ガリ男）
- ドラえもん（テレビ朝日版第2期）（お客③）

2022年
- CUE!（ボディガード）

2023年
- BLEACH 千年血戦篇-訣別譚-（技術開発局局員）

2024年
- 天穂のサクナヒメ（田右衛門）

2025年
- 誰ソ彼ホテル（トオル / 永井徹）
- 外れスキル《木の実マスター》 〜スキルの実（食べたら死ぬ）を無限に食べられるようになった件について〜（邪龍）
- ボールパークでつかまえて!（サラの父）
- 完璧すぎて可愛げがないと婚約破棄された聖女は隣国に売られる（従者）

### Webアニメ
- ミラクルコミック大賞 特典Webアニメ「ムーンレイカーズ」

### ゲーム
2010年代
- アクセルナイツ2 フルスロットル（2014年、タンク）
- 魔壊神トリリオン（2015年、バフォメット）
- Death end re;Quest（2018年、安城一）
- ラングリッサーI&II（2019年、ゼルド、ローレン）

2020年代
- 天穂のサクナヒメ（2020年、田右衛門）
- 東京リベンジャーズ ぱずりべ！全国制覇への道（2022年、ガリ男）
- Death end re;Quest Code Z（2024年、安城一）

### ドラマCD
- 暁のヴァンピレス

### 吹き替え
- アザー・ガイズ 俺たち踊るハイパー刑事!
- アサシネーション・ネーション
- 御史とジョイ（クパル〈パク・ガンソプ〉）
- カササギ殺人事件

### ボイスオーバー
- ランウェイ（トミー・カーモディー）

### ムービーコミック
- 寄生獣（滝沢）
- エリートヤンキー三郎（大河内一郎）

### オーディオブック
- 桐島、部活やめるってよ（孝介）
- 青天の霹靂（ノブキチ（店長））